# Paulo Dias de Novais
Paulo Dias de Novais (1510 – Massangano, 9 de mayo de 1589), fue un fidalgo y explorador  portugués, recordado por haber fundado el asentamiento que dio origen a la actual Luanda, capital de Angola.

## Biografía
Paulo Dias de Novais era nieto, por vía paterna, del navegante Bartolomeu Dias, y fue escrivão de la Hacienda Real y fidalgo de la Casa Real.
Integrado en una embajada de Portugal al Reino de Angola en 1560, junto con religiosos de la Compañía de Jesús, cuyo objetivo era contactar con el legendario rey de Ndongo Ngola Kiluanji. Terminó siendo arrestado y luego liberado en 1565 o 1566, con la ayuda de «una princesa hija de ese rey» con la promesa de ir a Portugal a conseguir asistencia militar contra la campaña iniciada por Kiloango-Kiacongo, un temido rival de Ngola Kiluanji.
Novais obtuvo del rey D. Sebastião (1568-1578) una Carta de Donación (1571), que le dio el título de «Governador e Capitão-Mor, conquistador e povoador do Reyno de Sebaste na Conquista da Etiópia ou Guiné Inferior», nombre con el que se conocía entonces la región de Angola. Dejó Lisboa el 23 de octubre de 1574 y desembarcó en la llamada isla de las Cabras (hoy isla de Luanda) el 11 de febrero de 1575. Ya había unas siete poblados y Novais encontró siete embarcaciones fondeadas y cerca de cuarenta portugueses establecidos, enriquecidos con el comercio de esclavos, refugiados allí de los jagas.  Se cree que ya llevaban allí establecidos desde hacía algunos años, ya que en la isla también había una iglesia y un sacerdote.
Estableciéndose en la isla de las Cabras, Novais recibió una embajada del rey Ngola Kiluanji Kiassamba  (29 de junio de 1576) que le otorgó una licencia para trasladarse a tierra firme, hacia el antiguo morro de São Paulo, donde fundó la ciudad de São Paulo de Loanda.
Bajo los términos de la Carta de Donación recibida, Novais debía de ampliar el territorio al norte a orillas del  río Dande (Bengo), hacia el sur, y hacia el interior a lo largo del curso del río Cuanza. También tenía la obligación de construir una iglesia, fuertes y de dar concesiones de tierras para el asentamiento de colonos. Partió en dirección a las tierra de Ndongo, en busca de las legendarias minas de plata de Cambambe, avanzando por el valle de Kwanza hasta su confluencia con el río Lucala, donde fundó la vila de Nossa Senhora da Vitória de Massangano,  en 1583 (ver Fortaleza de Massangano). 
Murió en Massangano  y fue enterrado allí, delante de la iglesia de Nuestra Señora de la Victoria, en un túmulo  de piedra.  Sus cenizas fueron traducidos después a la Iglesia de los Jesuitas de Luanda, por el Gobernador Bento Banha Cardoso, en 1609 .